# Centruroides limbatus
Centruroides limbatus este o specie de scorpioni din America Centrală. Numele speciei, limbatus,  înseamnă "margini nergre", referindu-se la colorație. 

## Descriere
Centruroides limbatus este un scorpion relativ mare și crește până la 110 mm în lungime. Aceasta este o specie care posedă o gamă largă de nuanțe. De obicei acestea au corpul gălbui cu unele regiuni mai întunecate (prosoma, pedipalpii, ultimul segment al metasomei). Sunt și reprezentați cu nuanțe mai deschise sau întunecate până la un negru albăstrui.

## Venin
Un cercetător de la Institutul Smithsonian asigură că veninul acestei specii nu este fatal pentru om, totuși toxicitatea lui poate afecta sănătatea. Un alt savant, încercând să captureze un exemplar, a fost înțepat și după spusele lui inflamația nu a fost vizibilă, durerea a durat cca o oră și a fost continuată de mici senzații de înțepături. Peste o jumătate de oră el și-a revenit fără nicio complicație. 
Însă, la Loma Linda University School of Medicine a fost adusă o femei în vârstă de 67 de ani cu un șoc anafilactic cauzat de o mușcătură a unui scorpion ca un membru al acestei specii. Printre simptomele suportate de pacient se enumeră: înroșirea feței, hipertensiune arterială, dificultăți respiratorii, dereglări ale funcționării nervilor. Acestea fiind ceva mai grave descrise anterior. Ei i s-a administrat antidotul corespunzător.

## Răspândire
Această specie este răspândită în Honduras, Nicaragua și Panama, este mai frecventă în Costa Rica. El habitează în păduri, uneori poate fi găsită și în locuințele umane. Este o specie nocturnă, noapte se ascunde printre pietre și resturi vegetale. Centruroides limbatus a fost înregistrat și la altitudine de 1 400 metri deasupra nivelul mării. 